# Вазунген
Вазунген (нім. Wasungen) — місто в Німеччині, розташоване в землі Тюрингія. Входить до складу району Шмалькальден-Майнінген. Складова частина об'єднання громад Вазунген-Амт-Занд.
Площа — 29,50 км2. Населення становить 5437 ос. (станом на 31 грудня 2021).

## Галерея

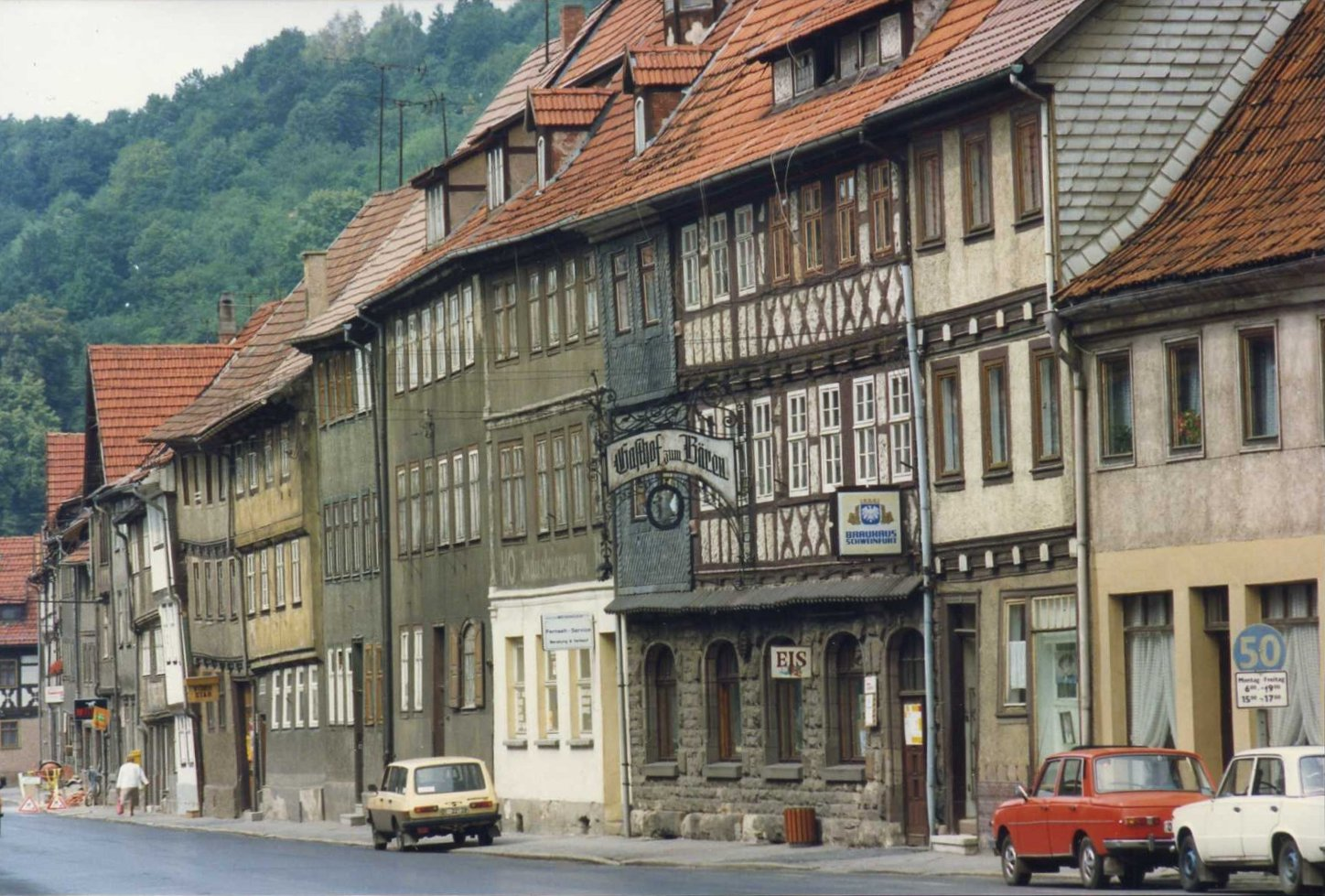
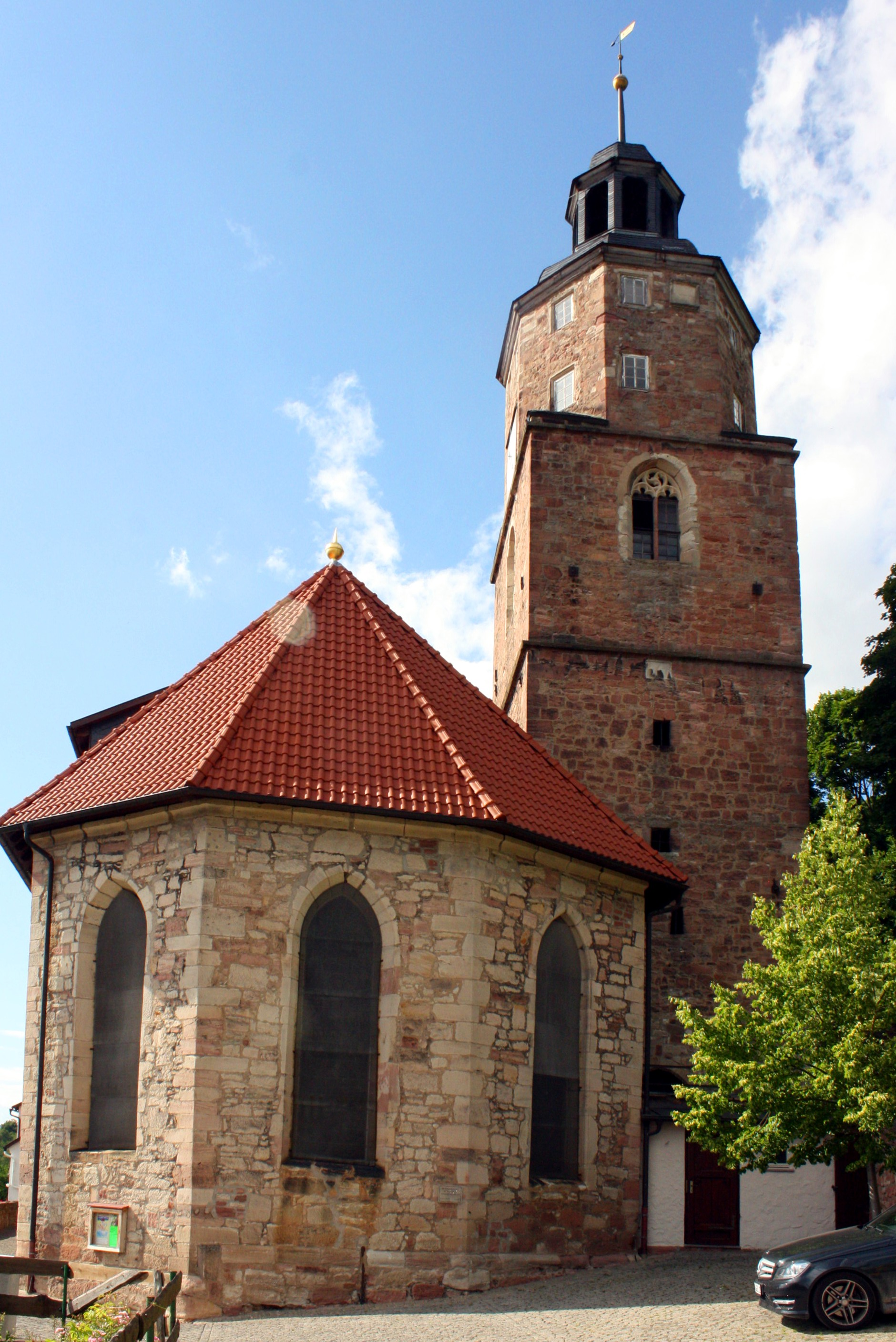
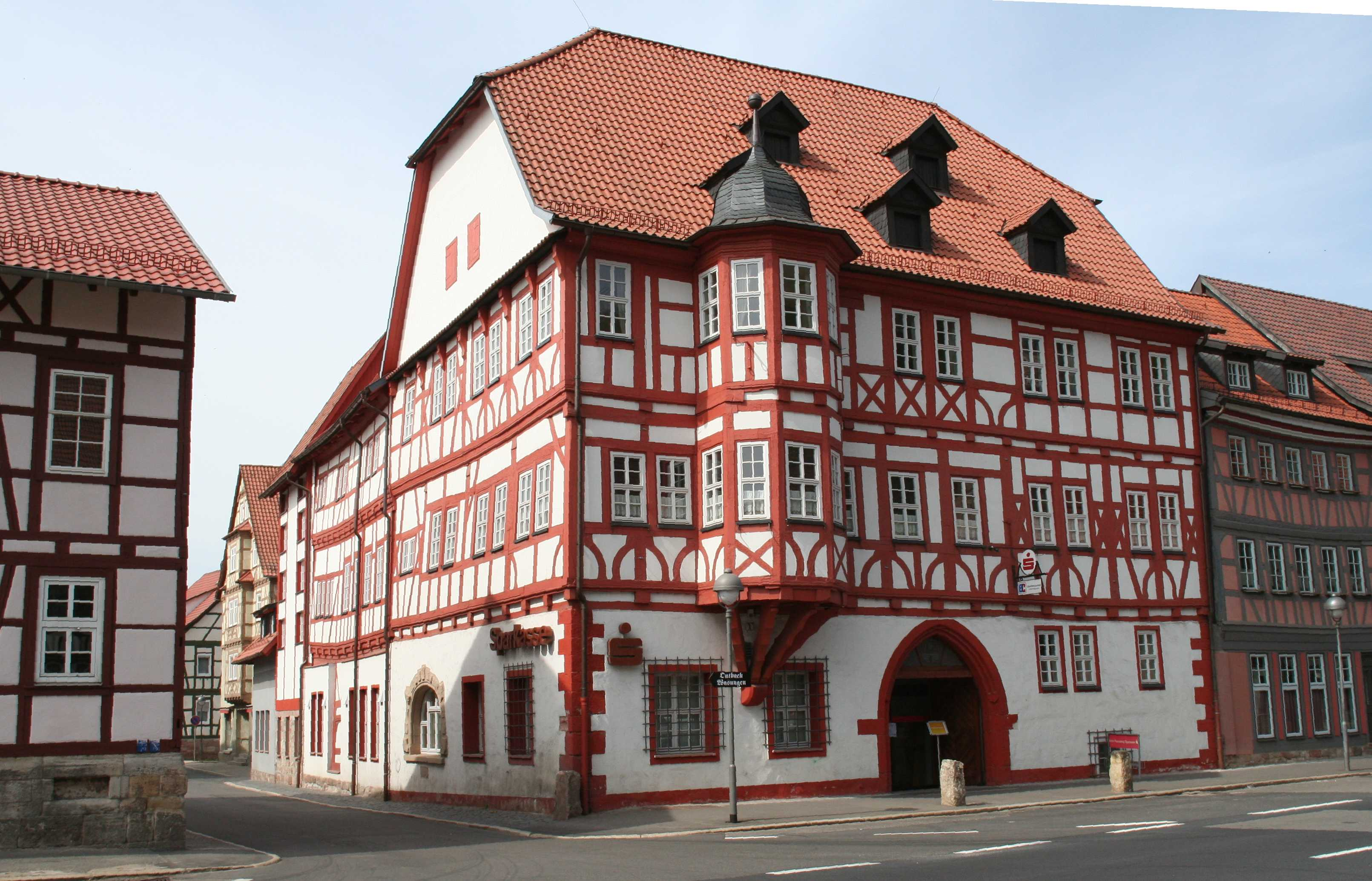
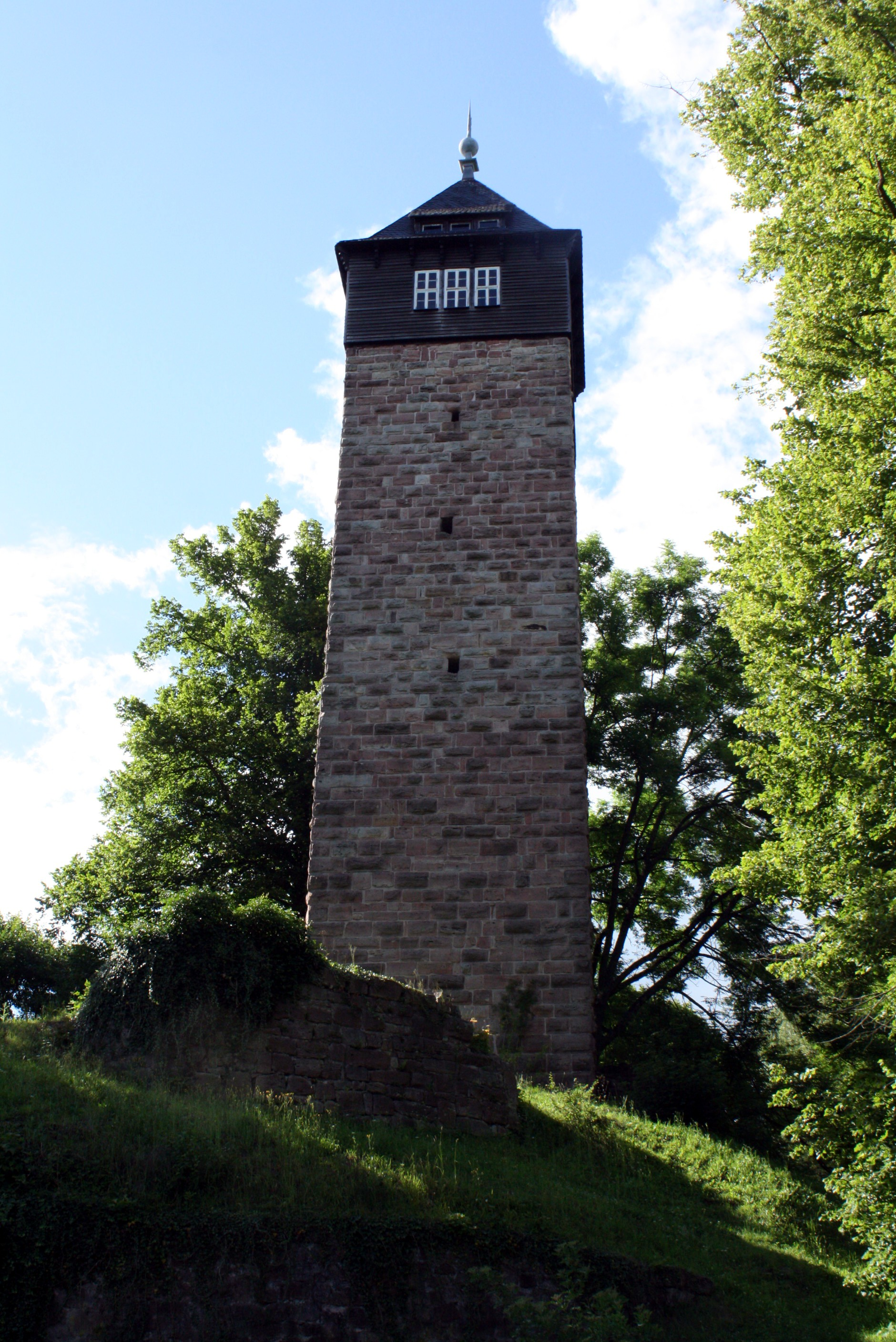
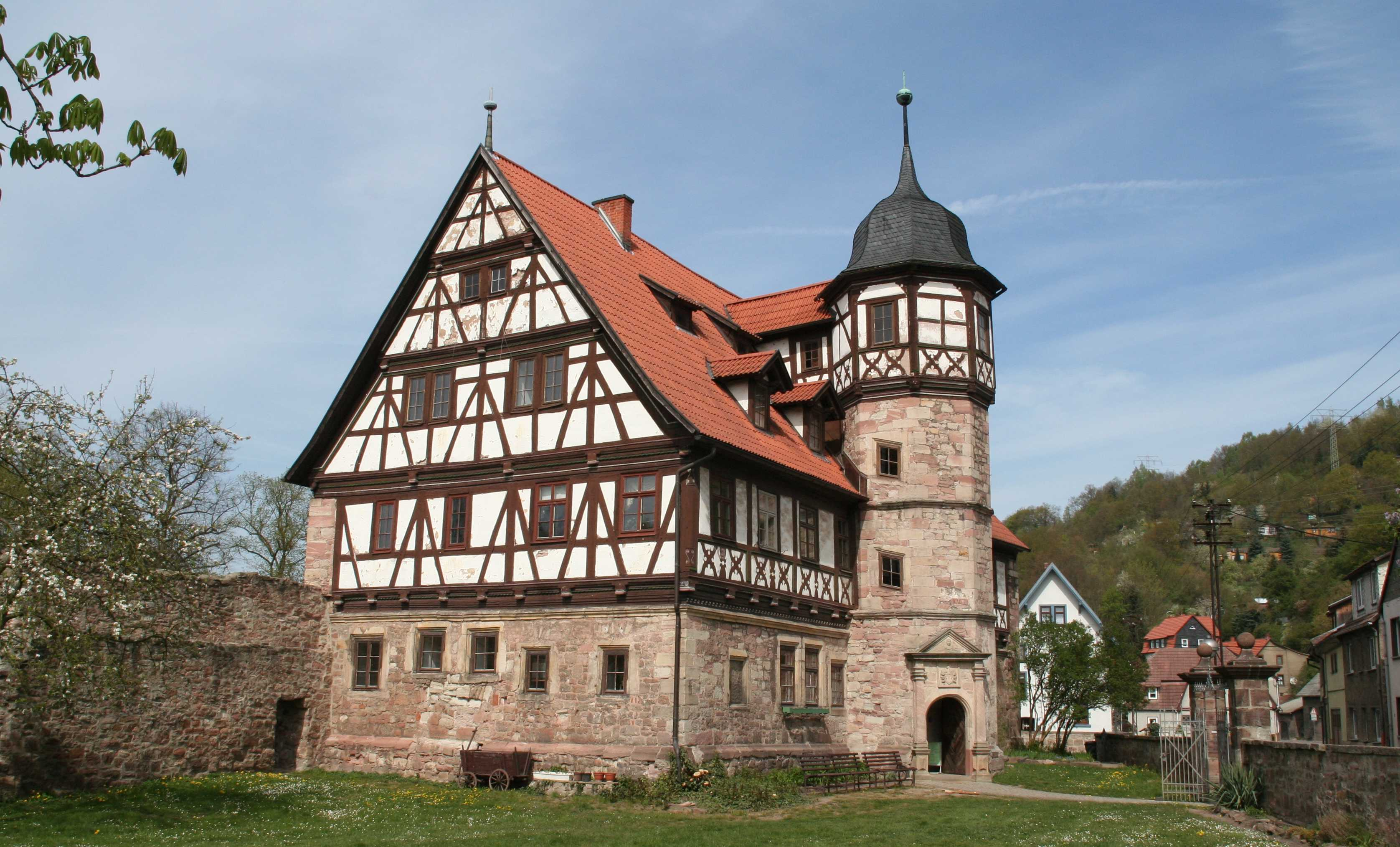